# Guglielmo Segato
Guglielmo Segato (ur. 23 marca 1906 w Piazzola sul Brenta, zm. 19 kwietnia 1979 w Motta di Livenza) – włoski kolarz szosowy, dwukrotny medalista olimpijski.

## Kariera
Największe sukcesy w karierze Guglielmo Segato osiągnął w 1932 roku, kiedy zdobył dwa medale podczas igrzysk olimpijskich w Los Angeles. Wspólnie z Attilio Pavesim i Giuseppe Olmo zwyciężył w drużynowej jeździe na czas. Ponadto Segato zajął drugie miejsce w rywalizacji indywidualnej, ulegając jedynie Pavesiemu, a wyprzedzając Szweda Bernharda Britza. W 1931 roku zajął drugie miejsce w Giro del Veneto, a 1933 roku był trzeci w klasyfikacji generalnej Giro del Lazio. Nigdy nie zdobył medalu na szosowych mistrzostwach świata.